# ریگان (زاوه)
ریگان روستایی در دهستان سلیمان بخش سلیمان شهرستان زاوه استان خراسان رضوی ایران است. بر پایه سرشماری عمومی نفوس و مسکن در سال ۱۳۹۰ جمعیت این روستا ۶۳۱ نفر (در ۱۶۹ خانوار) بوده است.